# Philippe Verdelot
Philippe Verdelot, auch: Verdelotto, (* zwischen 1480 und 1485 wahrscheinlich in Les Loges in der Gemeinde Verdelot; † wahrscheinlich zwischen 1527 und 1532 in Florenz) war ein französischer Komponist.

## Leben
Obwohl Verdelot der bedeutendste Komponist für niederländische Madrigale vor Arcadelt und einer der Pioniere seines Genres war, ist über sein Leben äußerst wenig bekannt.
Geboren in Nordfrankreich, verbrachte er dort wohl auch seine frühen Jahre. Wann genau Verdelot sich nach Italien begab, ist unklar. Möglicherweise hielt er sich zwischen 1510 und 1513 in Rom auf, doch das ist nicht belegbar. Ein Hinweis durch ein Gemälde von Sebastiano del Piombo von 1511 konnte bisher nicht gesichert werden. Die Präsenz Verdelots in Italien vor 1520 bleibt also hypothetisch. Die frühesten gesicherten Quellen sind Abschriften geistlicher Musik Verdelots, die um 1520 in Norditalien gefertigt wurden.
Spätestens 1520/1521 begab sich Verdelot jedoch nach Florenz, darin ist man sich einig. Denn er war spätestens ab März 1522 Maestro di capella am Baptisterium des Doms Santa Maria del Fiore, und spätestens ab April 1523 bekleidete er das gleiche Amt am Dom selbst. Damit hatte Verdelot die beiden wichtigsten kirchenmusikalischen Ämter der Stadt auf sich vereinigt und übte diese vermutlich bis Mitte 1527 aus.
Wahrscheinlich hat Verdelot die Florentiner Katastrophenjahre 1527–1530 nicht überlebt, denn es gibt keine Werke, die nach 1530 datiert sind, und an der Musik für die Florentiner Fürstenhochzeit 1539 war er nicht beteiligt, sondern stattdessen Arcadelt, der als sein Nachfolger bezeichnet wurde.
In den 1530er Jahren war er der mit Abstand meistpublizierte Komponist in Italien. Bis in die 1540er Jahre erschienen Einzel- und Sammeldrucke seiner Werke, bis in die 1560er Jahre Nachdrucke. 1566 erschien eine Gedenkausgabe seiner beiden ersten Madrigalbücher (durch Cl. Merulo, Venedig).
Dass die Überlieferung der Madrigale in den 1530er Jahren mit Nachdruck begann, lag an der Entwicklung des italienischen Musikdrucks und der rasant zunehmenden Popularität des Madrigals in der Gesellschaft.

## Schaffen
Philippe Verdelot prägte die Musikgeschichte seiner Zeit vor allem durch seine Vielzahl an Madrigalen. Er wird sogar als der „Begründer des Madrigals als musikalischer Gattung“ bezeichnet.
Die Texte, die Verdelot in seinen Madrigalen vertonte, handeln inhaltlich fast alle von unerwiderter Liebe, entstammten aber ganz unterschiedlichen Gattungen, wie zum Beispiel dem Sonett, der Canzone oder der literarischen Form des Madrigals. Nur verhältnismäßig wenige Texte stammten von Francesco Petrarca, was zu dieser Zeit in Italien eher unüblich war. Verdelot vertonte auch viele Texte von zeitgenössischen Dichtern wie Niccolò Machiavelli, Ludovico Martelli oder Angelo Poliziano. 
Beim Komponieren gliederte Verdelot die Musik nach dem Text, sodass Abschnitte im Text den Abschnitten in der Musik entsprechen. Musikalisch wird diese Gliederung vor allem durch Kadenzen deutlich. 
In der Melodiebildung versuchte Verdelot, die natürliche Sprachmelodie nachzuahmen. Deshalb verharrt eine Stimme oft deklamatorisch auf nur einem oder wenigen Tönen. Größere Sprünge innerhalb einer Phrase sind sehr selten.
Musikalische Einheitlichkeit spielt für Verdelot eine große Rolle, aber auch der Inhalt des Textes ist für ihn wichtig. Da die Struktur des Satzes oft sehr schlicht ist, kommen die später für das Madrigal kennzeichnenden, musikalischen Mittel zur Textausdeutung besonders gut zur Geltung. Diese Effekte werden aber bei Verdelot nur sehr gezielt bei einzelnen Wörtern eingesetzt. 
Die Satztechnik der frühen vierstimmigen Madrigale Verdelots ist meist eher homophon. Eine übergreifende Struktur entsteht hier oft durch ein Mittel aus der französischen Chanson: Der Anfang ist sehr streng homophon gehalten, der Mittelteil ist etwas polyphoner und der Schlussteil wieder homophon, wobei der letzte Vers des Gedichts wiederholt wird. Die Schlusskadenz wird über lang ausgehaltenen Noten in einer oder mehreren Stimmen aufgebaut. 
Die fünf- oder sechsstimmigen Madrigale hingegen sind polyphoner gestaltet. Die Stimmen imitieren sich gegenseitig oder bilden eine Art Doppelchörigkeit. Eine Gliederung kann hier auch durch Übergang zu einer homophoneren Satzweise hergestellt werden.
Verdelots Madrigale, veröffentlicht etwa in seinen Madrigalbüchern von 1535 und 1536, waren so bekannt, dass sie auch nach seinem Tod noch gedruckt wurden und, etwa für die Laute (so von Adrian Willaert) bearbeitet wurden. Doch nicht nur seine Madrigale haben eine wichtige Bedeutung für die Musikgeschichte, auch Verdelots Motetten bilden ein umfangreiches und vielfältiges Werk.

### Werke
(eine eindeutige Zuordnung zu Verdelot ist bei vielen Werken nicht möglich)
Geistlich: 
1 Magnificat, 2 Messen und über 50 Motetten
Weltlich: 
4 Französische Chansons und über 146 Madrigale

### Noten
- Norbert Böker-Heil (Hrsg.): Die Motetten von Philippe Verdelot. Frankfurt/Main 1967 (enthält im Anhang 3 Motetten für 4–5stimmigen gemischten Chor.).[6]

## Diskografie
- Verdelot, Philippe: "Philippe Verdelot. Madrigals for a Tudor King." Christopher Watson, Clare Wilkinson, David Skinner, Lynda Sayce, Mark Dobell, Robert Macdonald, Ruth Massey, Steven Harrold, Timothy Scott Whiteley, Will Unwin, David Skinner (Ltg.), Obsidian Records. 2007.
- Verdelot, Philippe: "A Renaissance Songbook. Philippe Verdelot: The Complete Madrigalbook from 1536." Catherine King, Charles Daniels, Jacob Heringman, Brian Shelley, Robert Macdonald, Linn Records (CODAEX Deutschland) 2001.
- Verdelot, Philippe: "Cristóbal De Morales. Missa Si bona suscepimus." The Tallis Scholar, Peter Phillips, Gimell 2011, CDGIM 033.